# Krigen mod terrorisme
 Der er for få eller ingen kildehenvisninger i denne artikel, hvilket er et problem. Du kan hjælpe ved at angive troværdige kilder til de påstande, som fremføres i artiklen.

Krigen mod terrorisme, også kaldet kampen mod terror, er en global kampagne initieret af USA med det formål at neutralisere visse internationale grupper, de klassificerer som terrorister.[kilde mangler] Indsatsen er primært rettet mod radikale islamistiske grupper, specielt sådanne, som har tilknytning til Al-Qaeda, og mod lande som støtter eller huser terrorister. Krigen mod terrorisme blev sat i gang som følge af terrorangrebet den 11. september 2001.
Krigen mod terrorisme foregår i bl.a. Afghanistan, på Filippinerne, i Indonesien, Irak, Israel og Rusland.[kilde mangler]
USA udpegede i 2002 Iran, Nordkorea og Irak som lande, der tilsammen udgjorde ondskabens akse.[kilde mangler] Efter det amerikansk-ledede angreb på Irak er sidstnævnte blevet fjernet fra kategorien.[kilde mangler] Sammen med lande som Libyen, Syrien og til tider også lande som Cuba og Venezuela, omtales disse af USA som slyngelstater: Lande der støtter terrorisme.[kilde mangler] Det er bekræftet, at Nordkorea er i besiddelse af atomvåben

## Kritik af krigen mod terror
Amnesty og menneskerettighedsorganisationer kritiserer USA for angiveligt fortsat at holde fangerne på Guantanamo-basen under nedværdigende forhold. Amnesty kritiserede også USA for brug af, hvad Amnesty betegner som tortur samt bortførelse af statsborgere blandt andet fra Italien, for at afhøre dem i lande uden for Europa.[kilde mangler]
I USA mener et stigende antal politikere, at dele af krigen mod terror, som for eksempel loven Homeland Security Act undergraver amerikanske borgers grundlovsbestemte rettigheder og truer demokratiet.[kilde mangler]
Derfor har præsident Bush haft vanskeligheder med at skaffe det flertal han ønsker for at få denne delvist tidsbegrænsede lov fornyet[kilde mangler].